# Onthophagus chapaensis
Onthophagus chapaensis là một loài bọ cánh cứng trong họ Bọ hung (Scarabaeidae).